# Octomeria integrilabia
Octomeria integrilabia är en orkidéart som beskrevs av Charles Schweinfurth. Octomeria integrilabia ingår i släktet Octomeria och familjen orkidéer. Inga underarter finns listade i Catalogue of Life.